# Veliko Mlačevo
Veliko Mlačevo (Duits: Großmlatschevo) is een plaats in Slovenië en maakt deel uit van de gemeente Grosuplje in de NUTS-3-regio Osrednjeslovenska. De plaats telde 625 inwoners op 1 januari 2020.

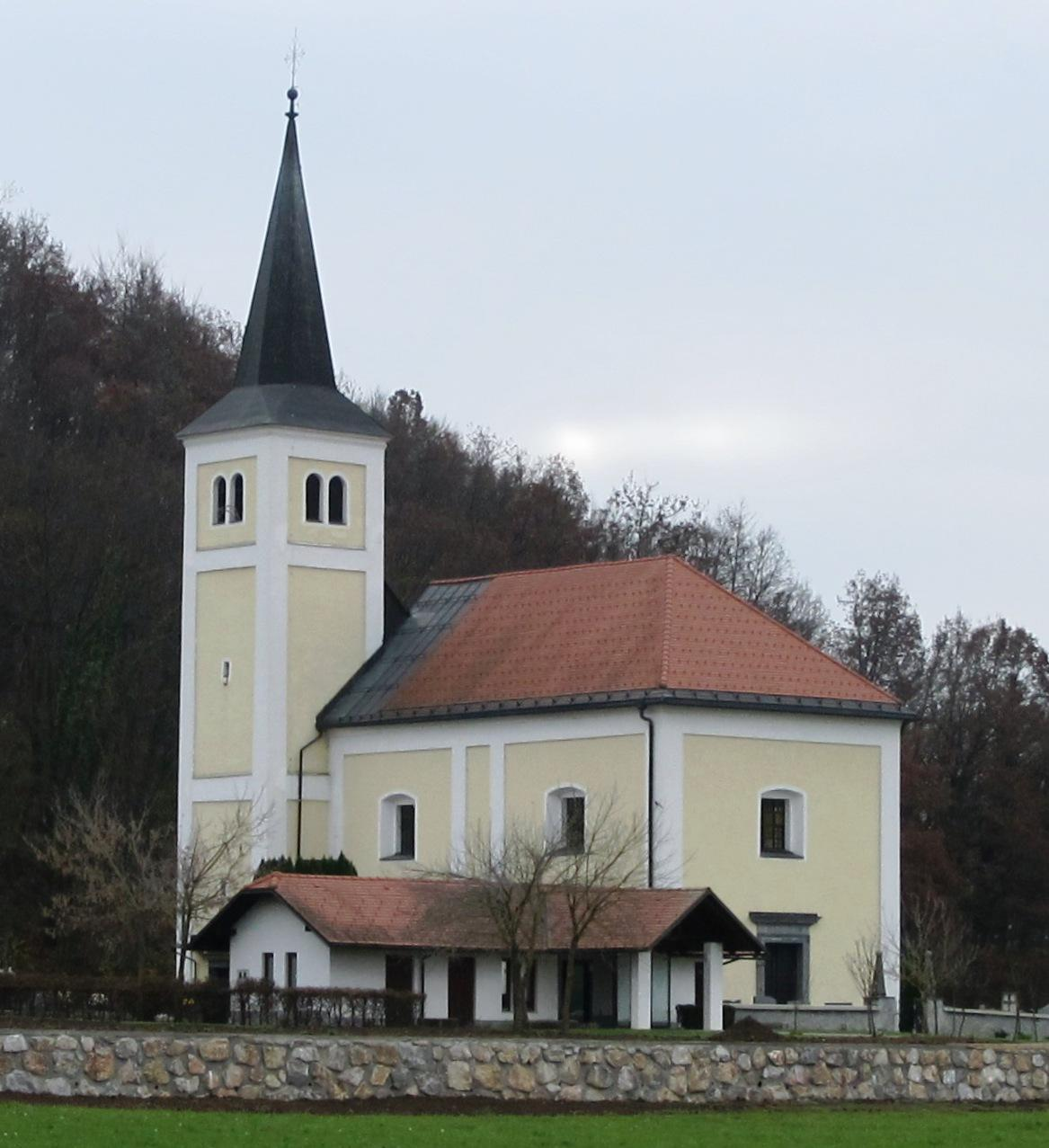
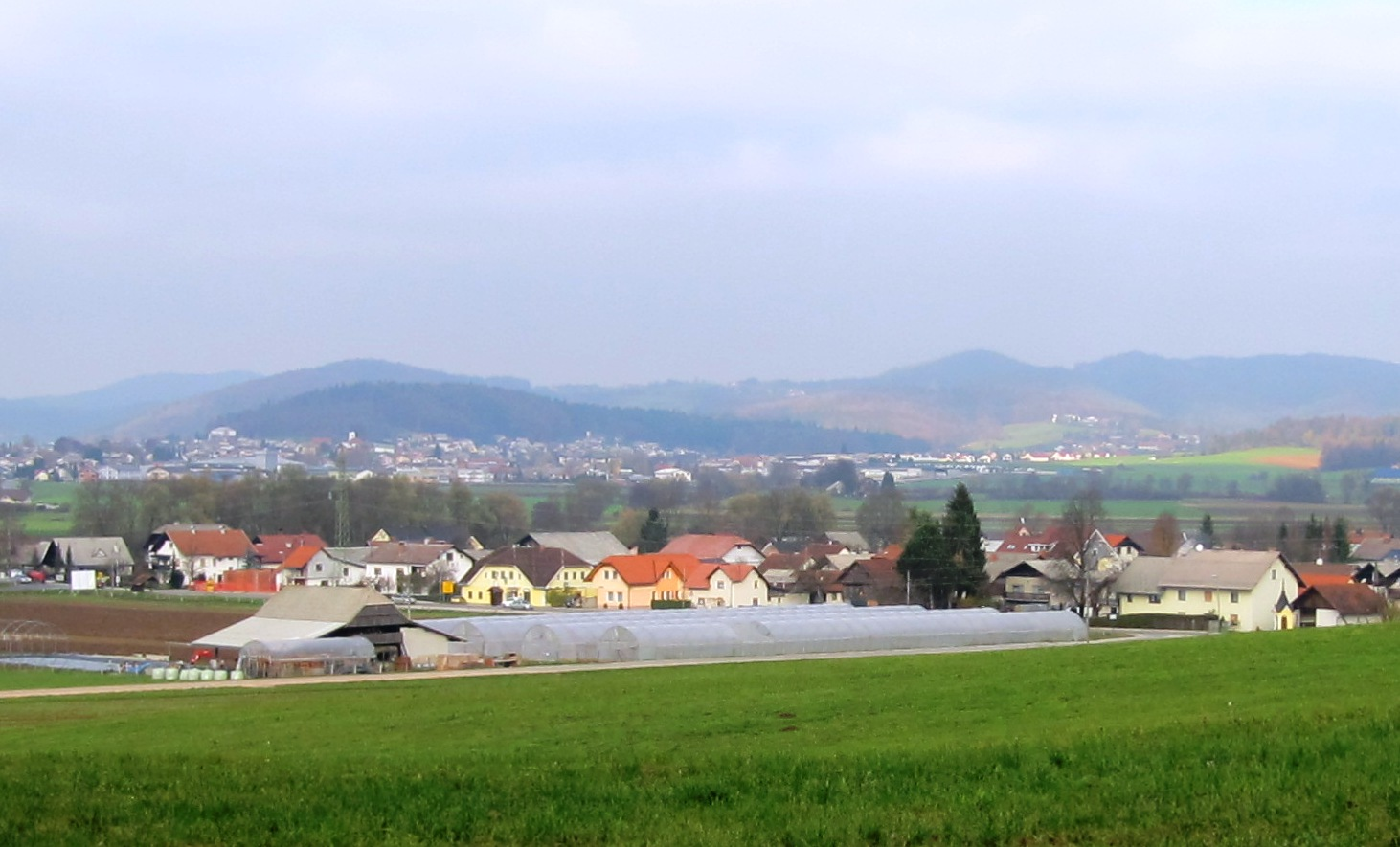